# Eucalyptus lansdowneana
Eucalyptus lansdowneana är en myrtenväxtart som beskrevs av Ferdinand von Mueller och J.E. Brown. Eucalyptus lansdowneana ingår i släktet Eucalyptus och familjen myrtenväxter. Inga underarter finns listade i Catalogue of Life.

## Bildgalleri

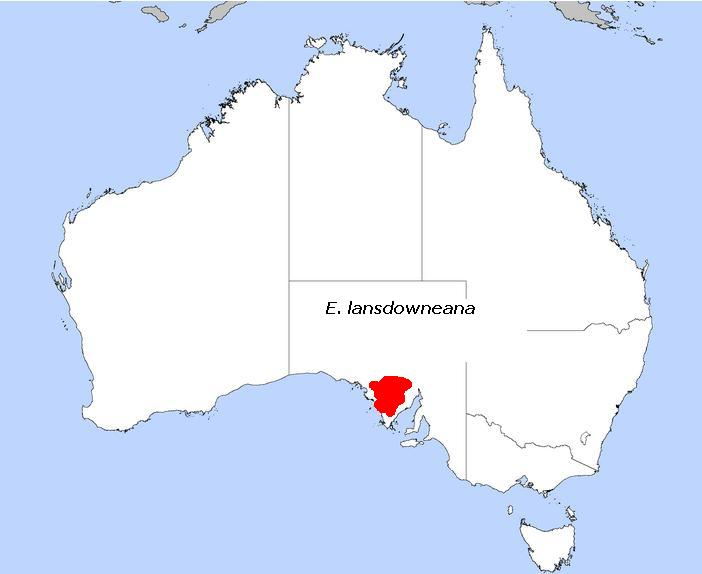
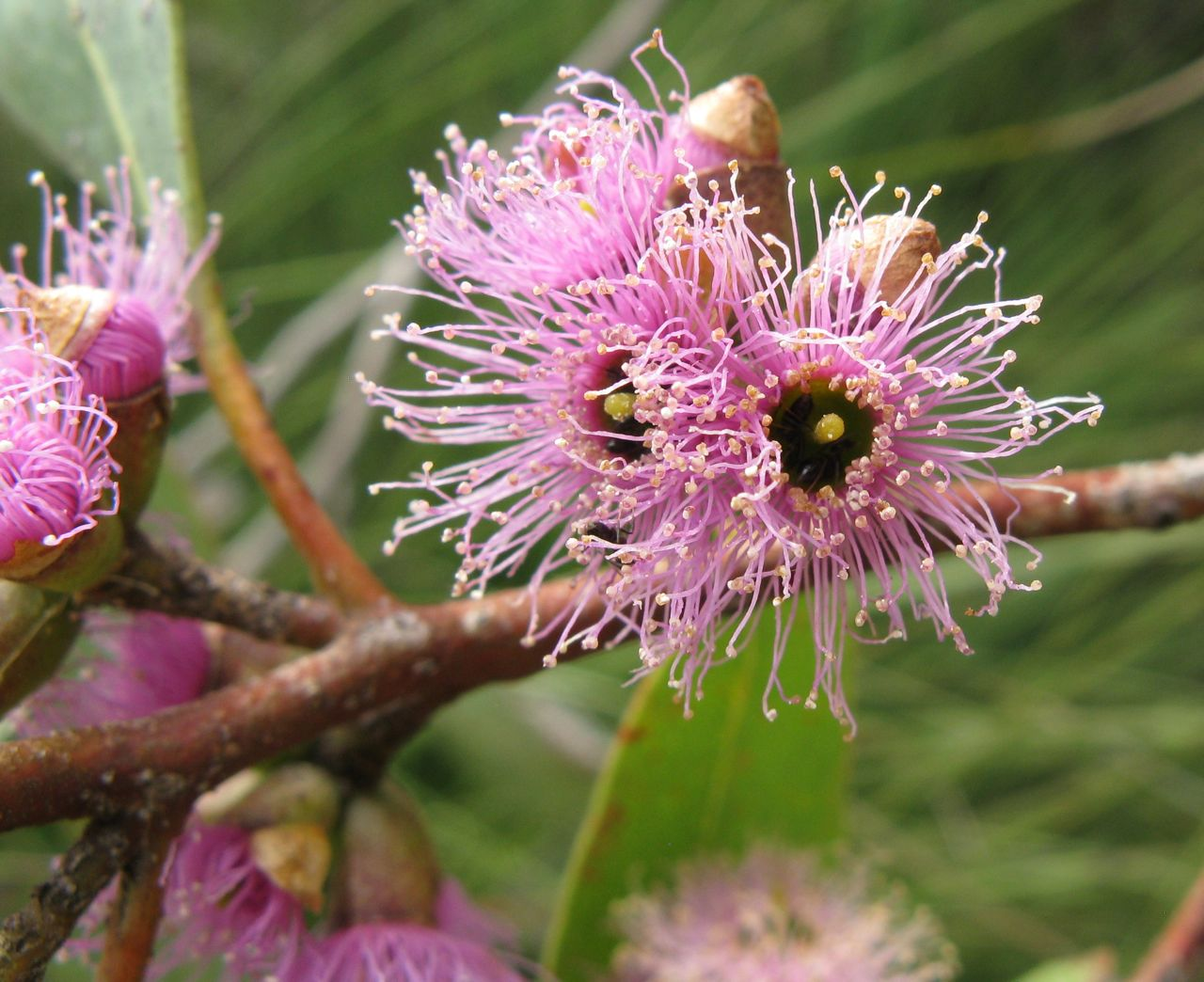
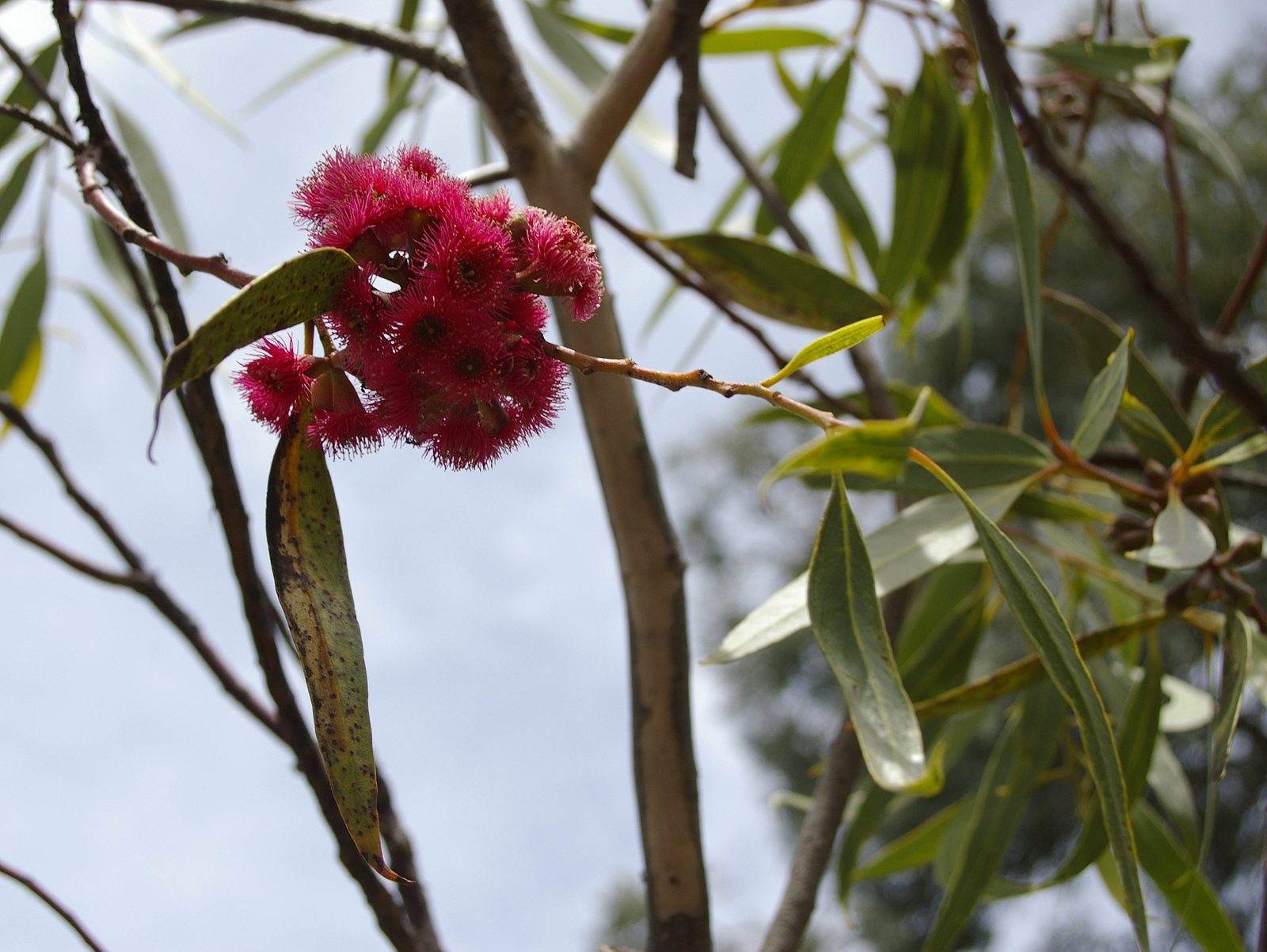
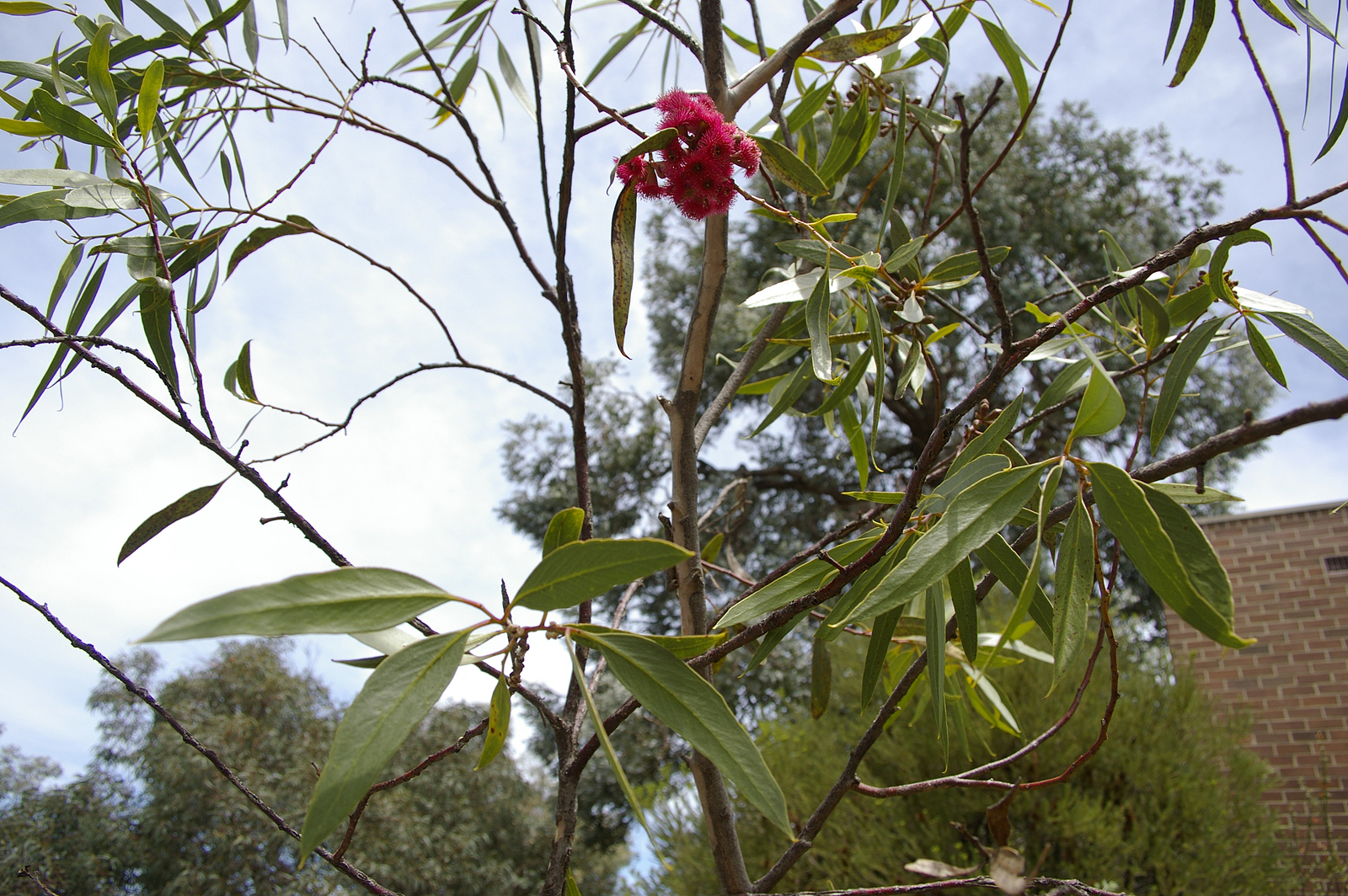